# Побит-Камик (Пазарджицька область)
Поби́т-Ка́мик (болг. Побит камък) — село в Пазарджицькій області Болгарії. Входить до складу общини Велинград.

## Населення
За даними перепису населення 2011 року у селі проживали 643 особи, усі — болгари.
Розподіл населення за віком у 2011 році:
Динаміка населення: